# 松角洋平
松角 洋平（まつかど ようへい、1977年〈昭和52年〉6月28日 - ）は、長崎県出身の俳優。
Coccinelle Entertainment所属。

## 来歴
1977年長崎県諫早市に生まれる。中央大学卒業。映画配給の職を経験した後、文学座座員となる。
2005年の『焼けた花園』で初舞台を踏んで以降、数々の話題作に出演。
2011年に公開されたクリスチャン・ベール主演『金陵十三釵（The Flowers of War）』で、監督の張芸謀（チャン・イーモウ）に演技力を買われたのをきっかけに映像作品にも活躍の場を拡げる。
2020年には『監察医 朝顔』（フジテレビ系）で、冷徹な監察官を怪演し話題となる。
2023年3月24日より、アニモプロデュース所属となる。2024年4月末をもって同事務所を退所し、Coccinelle Entertainment所属となる。

## 人物
特技は殺陣、英語。

## 出演

### 映画
- 金陵十三釵（2011年）[9]
- ソレダケ/that’s it（2015年）[9]
- わさび（2017年）- 安岡太一 役[10]
- 関ヶ原（2017年）- 加藤清正 役[11]
- ギャングース（2018年）[9]
- 空母いぶき（2019年）[9]
- 閉鎖病棟-それぞれの朝-（2019年）[9]
- ロマンスドール（2020年）[9]
- 無頼（2020年）[12] - 逸見慎二 役
- すばらしき世界（2021年）- 免許センターの試験官 役[9]
- 唐人街探偵 東京MISSION（2021年）[9]
- 樹海村（2021年）[9]
- ザ・ファブル 殺さない殺し屋（2021年）[9]
- 燃えよ剣（2021年）- 新見錦 役[13]
- ハケンアニメ!（2022年） - 田口 役[14]
- 百花（2022年）[9]
- 終末の探偵（2022年）阿見恭一 役[15]
- スイート・マイホーム（2023年） - 甘利浩一 役[16][17]
- 笑いのカイブツ（2024年）[18][19]
- 十一人の賊軍（2024年） - 色部長門 役[20]
- 他人は地獄だ（2024年） - 山口剛 役[21][22]
- 死神遣いの事件帖 終（2025年） - 松倉勝家 役[23]
- 火の華（2025年公開予定） - 伊藤忠典 役[24][25]

### テレビドラマ
- 遺留捜査（2014年、テレビ朝日系）[9]
- 連続ドラマW（WOWOWプライム）
  - 変身 最終話（2014年8月24日）[26]
  - 撃てない警官 最終話（2016年2月7日）[27]
  - メガバンク最終決戦（2016年）[9]
  - 湊かなえ ポイズンドーター・ホーリーマザー（2019年7月6日 - 8月10日）[9]
  - 太陽は動かない-THE ECLIPSE-（2020年）[9]
  - パレートの誤算〜ケースワーカー殺人事件 第1話（2020年3月7日）[28]
  - コールドケース 3～真実の扉～（2020年12月 - 2021年2月）[9]
  - トッカイ〜不良債権特別回収部〜（2021年1月17日 - 4月4日） - 竹内昇 役[29]
- 連続ドラマW・日曜オリジナルドラマ ヒトヤノトゲ～獄の棘～ 第1話（2017年3月19日、WOWOWプライム） - 三好和則 役[30]
- コードネームミラージュ / CODE:MIRAGE Episode 07（2017年5月20日、テレビ東京）[31]
- 日曜ドラマ フランケンシュタインの恋（2017年、日本テレビ系）[9]
- ドラマ25 セトウツミ SETOUTSUMI 第6話・第10話・最終話（2017年11月18日・12月16日・23日、テレビ東京系）[32]
- シンドラ 卒業バカメンタリー（2018年1月 - 3月、日本テレビ系）[9]
- ドラマ24 GIVER-復讐の贈与者- 第5話（2018年8月11日、）[33]
- 大河ドラマ（NHK）
  - いだてん〜東京オリムピック噺〜（2019年1月6日 - 12月15日）[34]
  - 麒麟がくる（2021年）- 荒木村重 役[9]
- 金曜ドラマ（TBSテレビ系）
  - 病室で念仏を唱えないでください 第4話・第5話（2020年2月7日・14日）[9] - 植木洋 役
  - DOPE 麻薬取締部特捜課 第5話 - （2025年8月1日 - ） - 異能力者ハンター・寒江 役[35]
- 金曜ナイトドラマ 家政夫のミタゾノ 第4シリーズ（2020年4月24日 - 7月24日、テレビ朝日系）[9]
- 土曜プレミアム 世にも奇妙な物語 '20夏の特別編「3つの願い」（2020年7月11日、フジテレビ系）[9] - 山口英二 役
- 監察医 朝顔（フジテレビ系）
  - 第2シリーズ（月9）第6話・第7話・第9話・第15話・第18話・最終話（2020年12月7日・14日・28日・2021年2月22日・3月15日・22日）- 五十嵐京介[4][36]、五十嵐の弟 役（二役）
  - 2025 SPECIAL（2025年1月3日）[37]
- 日曜劇場（TBSテレビ系）
  - 天国と地獄～サイコな2人～（2021年）[9]
  - アンチヒーロー 第4話・第5話（2024年5月5日・12日） - 大西周平 役[38][39]
  - 御上先生（2025年1月19日 - 3月23日） - 片桐敏也 役[40]
- 月9 ナイト・ドクター 第6話（2021年8月9日、フジテレビ系）[9] - 鴨田 役
- 女系家族（2021年12月4日・5日、テレビ朝日系）[9]
- 木曜劇場 ゴシップ#彼女が知りたい本当の〇〇 第2話・最終話（2022年1月13日・3月17日、フジテレビ系）- 林 役[41]
- 金曜ロードショー 君と世界が終わる日に 特別編（2022年2月25日、日本テレビ系） - 大城 役[42][43]
- プレミアムドラマ / ドラマ10 しずかちゃんとパパ（2022年3月13日 - 5月1日、NHK BSプレミアム・BS4K / 2023年7月25日 - 9月12日、NHK総合）- 八木晴政 役[44]
- ドラマ10 正直不動産 第3回（2022年4月19日、NHK総合） - 室田晃汰 役[9]
- TOKYO VICE（WOWOW） - 萩野 役[9]
  - シーズン1 第1話・第5話[45]・第7話・最終話（2022年4月24日・5月22日[45]・6月5日・12日）
  - シーズン2 第2話・第3話・第5話 - 第10話（2024年4月13日・20日・5月4日 - 6月8日）
- 水曜22時枠 ナンバMG5 第7話 - 最終話（2022年6月1日 - 22日、フジテレビ系）- 岩城隆一郎 役[46]
- 月曜22時枠 罠の戦争 第8話・第9話（2023年3月6日・13日、フジテレビ系）[47] - 朱雀 役
- 水曜ドラマ となりのナースエイド 第5話（2024年2月7日、日本テレビ系）- 清水 役[48]
- 火ドラ★イレブン あの子の子ども 第11話（2024年9月10日、フジテレビ系） - 山田 役[49]
- 火曜9時枠 オクラ〜迷宮入り事件捜査〜 第9話 - 最終話（2024年12月3日 - 17日、フジテレビ） - 尾瀬義郎 役[50]
- はぐれ鴉（2025年7月22日、テレビ大分） - 山田嗣之助 役[51][52]

### 配信ドラマ
- エイジ・オブ・サムライ: 天下統一への戦い（2021年、Netflix）[53]

### 舞台
- 焼けた花園（2005年）[9]
- アラビアンナイト（2006年）[9]
- みんな昔はリーだった 〜EXIT FROM THE DRAGON〜（2006年）[9]
- カメルン（2007年）[9]
- 舞台は夢～イ リュージョンコミック（2008年）[9]
- から騒ぎ（2008年）[9]
- 肝っ玉おっ母とその子供たち』（2008年）[9]
- ヘンリー6世（2009年10月27日 - 11月23日、新国立劇場 中劇場）[54]
- ミュージカル ピーター・パン（2009年7月22日 - 8月3日、東京国際フォーラム ホールC / ８月29日・30日、梅田芸術劇場 メインホール）[54]
- わが町（2010年）[9]
- 善人なおもて往生をとく（2010年）[9]
- イロアセル（2011年）[9]
- 美しきものの伝説（2011年）[9]
- リチャード3世（2012年）[9]
- ゼロ・アワー（2013年）[9]
- 海と日傘（2014年）[9]
- 贋作幕末太陽傳（2015年）[9]
- 小林一茶（こまつ座 第108回公演、作：井上ひさし、演出：鵜山仁、2015年4月6日 - 29日、紀伊國屋ホール）[55]
- 紙屋町さくらホテル・こまつ座（2016年）[9]
- ヘンリー4世（2016年）[9]
- 紙屋町さくらホテル・こまつ座（2017年）[9]
- ヘンリー5世（2018年）[9]
- リチャード2世（2020年）[9]
- 紙屋町さくらホテル（2022年）[9]
- 父と暮せば（こまつ座 第154回公演、作：井上ひさし、演出：鵜山仁、2025年7月5日 - 21日、紀伊國屋サザンシアター TAKASHIMAYA） - 父・福吉竹造 役[56]

### 声優
- ハウルの動く城（2004年）- 警察官 役[9]

### CM
- アサヒ飲料カルピスソーダ「合戦の緊迫感からのカイホー」編（2016年）[9]
- アメリカンエキスプレス「AMEX SHOPSMALL」（2021年）[9]